# Kamov Ka-18

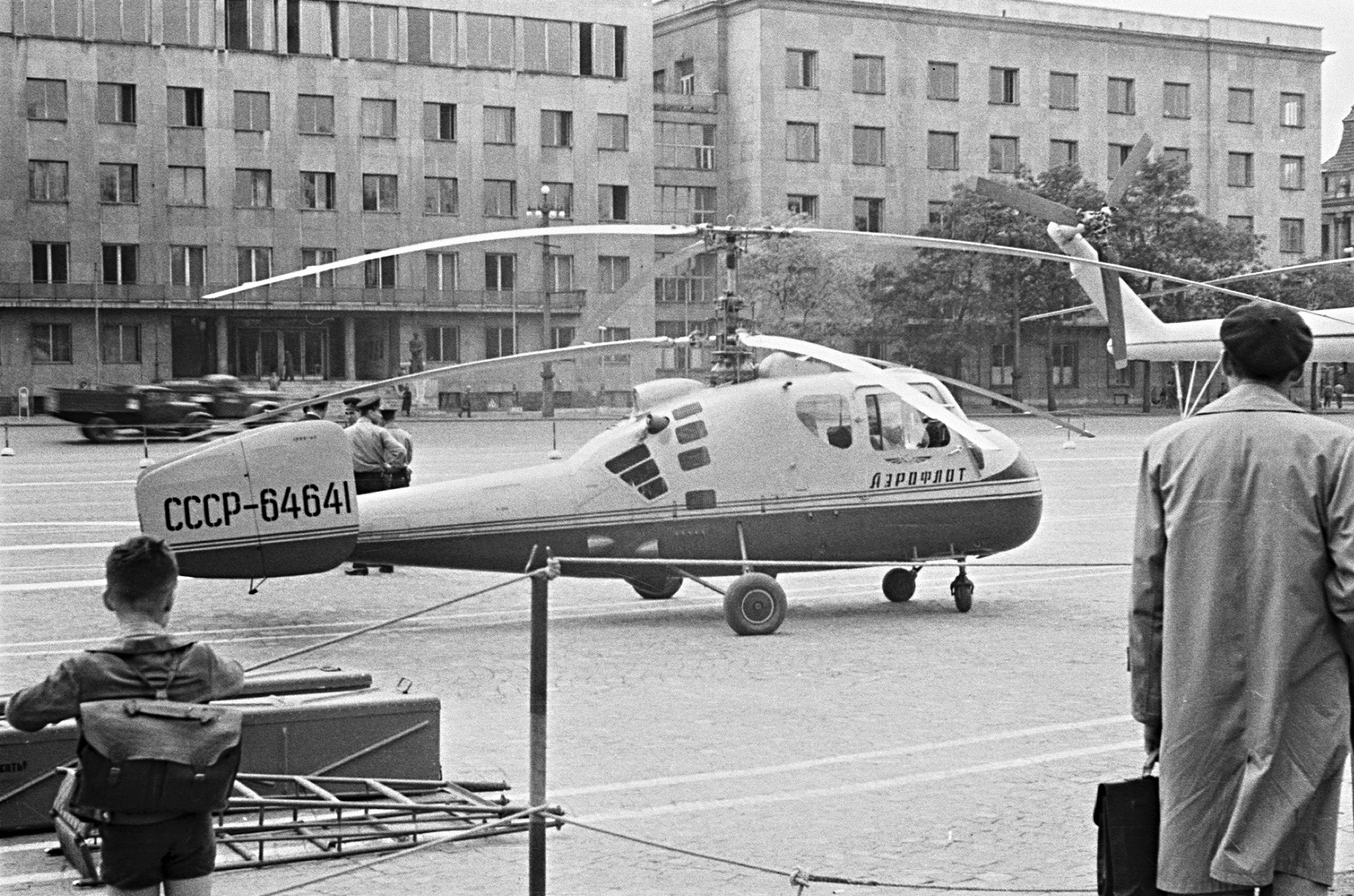
de Kamov Ka-18

De Kamov Ka-18 (Russisch: Ка-18) (NAVO-codenaam: Hog) was een Sovjet-vierzits-utility-helikopter die voor het eerst vloog in 1955. Het was een doorontwikkeling van de Kamov Ka-15, met een verlengde romp en een sterkere motor, de 255 pk sterke Ivchenko Al-14V stermotor. Er zijn er ongeveer tweehonderd van gebouwd. 

## Specificaties
- Bemanning: 1
- Lengte: 10,0 m
- Hoogte: 3,40 m
- Rotor diameter: 10,0 m
- Max. startgewicht: 9926 kg
- Topsnelheid: 160 km/h
- Bereik: 450 km
- Plafond: 3.500 m
- Motoren: 1× Ivchenko Al-14V stermotor, 200 kW